# Cryptotendipes emorsus
Cryptotendipes emorsus är en tvåvingeart som först beskrevs av Henry Keith Townes, Jr. 1945.  Cryptotendipes emorsus ingår i släktet Cryptotendipes och familjen fjädermyggor. Inga underarter finns listade i Catalogue of Life.